# チャーレイ・ジョーンズ
チャーレイ・ジョーンズ（Charles Wesley Jones、1852年4月30日 - 1911年6月6日）は、主に1870～1880年代に活躍したアメリカ合衆国のプロ野球選手。ポジションは外野手。ノースカロライナ州アラマンスカントリー生まれ。右投げ右打ち。ニックネームは"Baby"。主に現ブレーブスとレッズで活躍、リーグ最多本塁打を1回、最多打点を2度記録している。

## 来歴・人物
生まれた時の名前は"Benjamin Wesley Rippay"と言った。アメリカ合衆国のプロリーグに出場し始めたのは1875年、所属していたけケオクックの球団が当時のナショナル・アソシエーションに参加した時のことである。ケオクックは短期間でリーグを脱退したため、ジョーンズは同年ハートフォードに所属を移している。1876年にナショナルリーグが始まった際は、当時のシンシナティ・レッズ（1880年解散）の外野手をしていた。1877年、1878年には60試合前後で打率3割と40近い打点を挙げていた。
1879年にボストン・レッドキャップス（現アトランタ・ブレーブス）に移籍し、この年リーグ最多となる9本塁打、62打点を記録、またリーグ最多得点（85）の記録を残したが、翌年にはボストンを離れている。
ジョーンズは2年のブランクの後1883年からアメリカン・アソシエーションのシンシナティ・レッドストッキングス（現レッズ）に再び登場、同年80打点を記録し自身2度目の打点王となる。レッズのレギュラーとして活躍したのは1886年までで、翌年に金銭でレッズから放出され、現役選手としては1888年の出場が最後となった。
1890年と1891年にはプレイヤーズ・リーグとアメリカン・アソシエーションで、審判として200試合弱の試合に出場している。

## 通算成績

### 打撃成績
※数字の後の"*"は、記録不明箇所があることを示す。
| 試合 | 打数 | 安打 | 二塁打 | 三塁打 | 本塁打 | 得点 | 打点 | 盗塁 | 三振 | 四球 | 死球 | 犠打 | 打率 | 出塁率 | 長打率 |
| ---- | ---- | ---- | ------ | ------ | ------ | ---- | ---- | ---- | ---- | ---- | ---- | ---- | ---- | ------ | ------ |
| 894  | 3738 | 1114 | 172    | 102    | 56     | 733  | 552  | 20*  | 130* | 237  | 34*  | -    | .298 | .345   | .444   |

### タイトル
- 本塁打王：1回　1879年
- 打点王：2回　1879年、1883年

### 記録
- 1イニング2本塁打（1880年6月10日、史上初）。

### 投手記録
- 通算：2試合、0勝0敗、投球回3.0、三振0、被安打2、自責点1、防御率3.00